# Pachyrhopala
Pachyrhopala là một chi bướm ngày thuộc họ Bướm nâu.